# David Rittenhouse

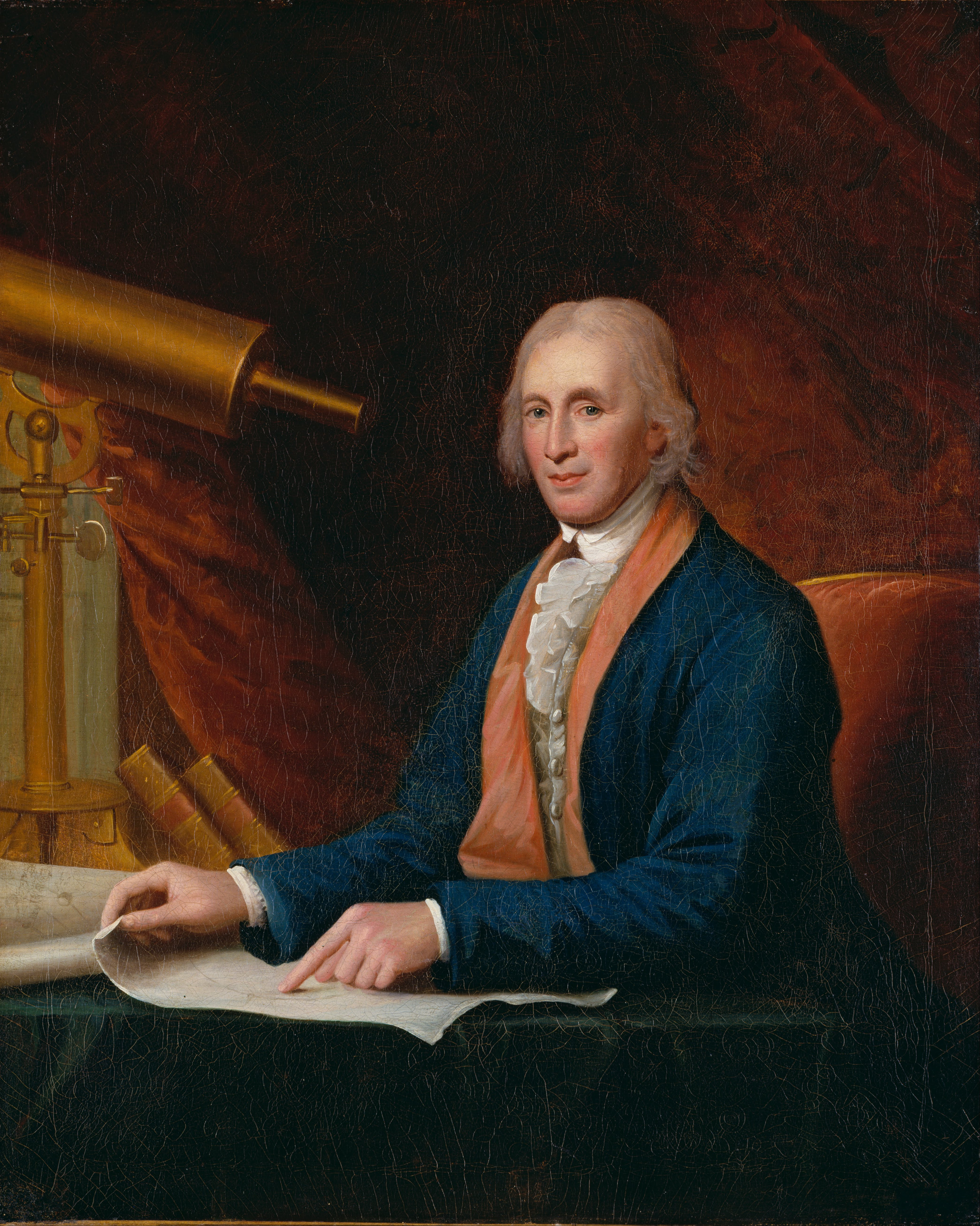
David Rittenhouse

David Rittenhouse (* 8. April 1732 bei Germantown (heute Stadtteil von Philadelphia), Province of Pennsylvania; † 26. Juni 1796 in Philadelphia) war ein US-amerikanischer Astronom und Mathematiker sowie erster Direktor der United States Mint.

## Leben
Rittenhouse bildete sich selbst aus und zeigte bereits in jungen Jahren große Fähigkeiten in der Wissenschaft und der Mathematik. Im Alter von 19 Jahren eröffnete er einen Laden für wissenschaftliche Instrumente auf dem Hofe seines Vaters in Norriton. Er war ein geübter Uhrenmacher. Rittenhouse entwickelte zwei Orreries, mechanische Nachbildungen des Sonnensystems, eines für die Bibliothek der University of Pennsylvania und eines für die Princeton University.
Ferner erfand er das Beugungsgitter und war einer der ersten, die ein Teleskop bauten, das in den USA verwendet wurde.
Von 1779 bis 1782 war er Professor für Astronomie an der University of the State of Pennsylvania. 1767 wurde er in die American Philosophical Society, 1782 in die American Academy of Arts and Sciences gewählt. Von 1792 bis 1795 war er Direktor der United States Mint. Er ging 1795 in Rente und starb an der Cholera.
1795 wurde er Mitglied der Royal Society.
1970 wurde der Mondkrater Rittenhouse nach ihm benannt.